# Североамериканская и Вест-Индская станция
Североамериканская и Вест-Индская станция — самостоятельное заморское командование в составе Королевского флота в североамериканских водах, существовавшее с 1745 по 1950 год. Неофициально иногда называется Галифакская станция. Были периоды, когда Североамериканская станция (NA) была отделена от Вест-Индской (WI) и называлась Североамериканской станцией.

## История
В 1745 году была сформирована эскадра для борьбы с французскими кораблями в Северной Америке. Первоначально она базировалась на Королевской военно-морской верфи в Галифаксе в Новой Шотландии. В 1818 году главная база была переведена на Бермудские острова, лучше расположенные для противостояния угрозе от Соединенных Штатов. Королевский флот постоянно обосновался на Бермудах в 1795 году, и начал скупать землю на архипелаге для развития военно-морской базы, в том числе сооружений, из которых выросла Бермудская королевская военно-морская верфь. До 1899 года Североамериканская и Вест-Индская станция существовали отдельно.
В период Американской войны за независимость станция отвечала за все восточное побережье Северной Америки, от Лабрадора до Флориды. При этом в начале 1775 года она насчитывала всего около 30 вымпелов: малых кораблей и фрегатов. К концу года численность выросла до 51 вымпела, но для такой огромной зоны была явно недостаточна. С 1776 года центром тяжести был Нью-Йорк, там и базировалась самая большая эскадра и находился вице-адмирал — командующий. В Галифаксе оставался коммодор с несколькими кораблями.

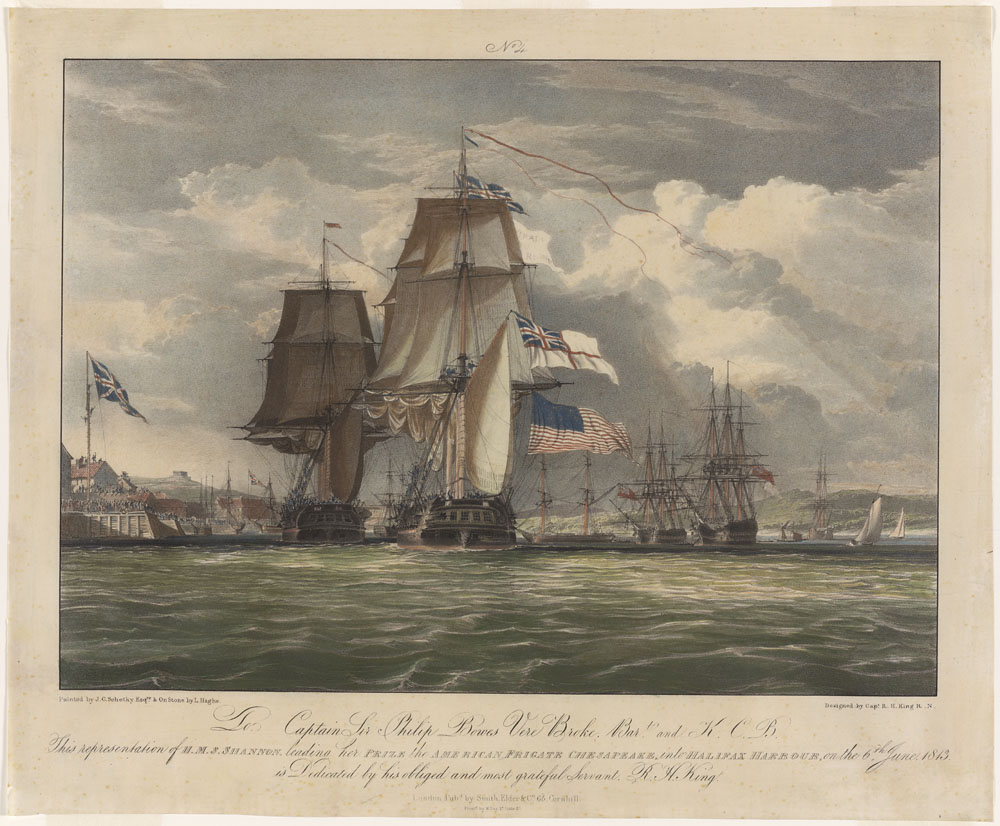
Эпизод англо-американской войны: HMS Shannon ведет в Галифакс взятый в бою USS Chesapeake, 1813

После признания независимости Соединенных Штатов зона ответственности резко сократилась, а основные силы вернулись в Галифакс. Однако во время Англо-американской войны (1812−1815 годы) опять пришлось осуществлять блокаду всего побережья. Ближе к концу войны станция активно пополнялась присылаемыми на время из Англии эскадрами.
Эскадра переменного состава поддерживалась в конце XIX и начале XX веков. В дополнение к базе на Бермудских островах, где до 1951 года была верфь, эскадра продолжала использовать большие укрепленные гавани, доступные на военно-морской верфи в Галифаксе (с 1960 года — канадская ВМБ Галифакс). Во время Второй Мировой войны в качестве запасного порта сбора и стоянки конвоев в Канаде развился Сидней, Новая Шотландия.
Британские порты Карибского бассейна, такие как Кингстон (Ямайка) и Порт-оф-Спейн (Тринидад) были доступны для отдыха, заправки и снабжения кораблей. Ту же роль на крайнем северо-востоке играл Сент-Джонс (Ньюфаундленд) — ближайший к Великобритании североамериканский порт.
Примерно с 1931−1933 и по крайней мере до 1939 года действовал южноамериканский дивизион станции. В момент образования им командовал коммодор Лейн-Пул, кавалер Ордена Британской империи, затем коммодор Генри Харвуд во время боя в устье Ла-Платы.
Основной ролью станции было охранять торговые пути Северной Америки и Карибского бассейна. Как правило, на ней находились несколько крейсеров и более мелких кораблей. Во время войны эскадра действовала совместно с канадским флотом.
В 1910 году канадский флот заменил в североамериканских водах Королевский флот, и штаб переместился южнее, на Бермудские острова. В 1926 году должность командующего была переименована в Главнокомандующего в Америке и Вест-Индии, каковой пост сохранялся до 1950 года. После закрытия Королевской военно-морской верфи на Бермудских островах в 1958 году, её преемницей до 1995 года служила береговая база HMS Malabar.
Командующий, вице-адмирал сэр Уильям Эндрюс, стал первым заместителем Верховного главнокомандующего ОВС НАТО на Атлантике после Второй мировой войны (примерно с 1952 года). С этого момента станция перестала быть британским командованием и стала межнациональным.
29 октября 1956 года командовать стал старший морской начальник в Вест-Индии (SNOWI). Наконец, 1 апреля 1976 года должность была упразднена и командование расформировано. SNOWI служил командующим на Бермудских островах с подчинением НАТО и отвечал перед главнокомандующим в Западной Атлантике, как часть SACLANT.